# 夏日朝鲁寺
夏日朝鲁寺，位于内蒙古自治区包头市白云鄂博矿区新宝镇，是一座藏传佛教格鲁派寺院。

## 简介
该寺始建于清朝乾隆十三年（1748年）。鼎盛时期，该寺共有4个殿堂，分别为大雄宝殿，西殿（药师佛殿），东殿（波罗经殿），农乃殿（法会殿），此外还有1座活佛府。该寺主要建筑为藏式风格。
到2010年，该寺建筑仅有1座大殿保存尚完好；西殿及东殿仅残留局部墙体，屋顶则全部塌陷；该寺暂无喇嘛及活佛，虽然仍供奉佛像，但已停止佛事活动；尚未列为文物保护单位。